# Народный врач Дагестана
Народный врач Республики Дагестан — почётное звание Республики Дагестан. Учреждено законом Республики Дагестан от 2 октября 1995 года № 6 «О государственных наградах Республики Дагестан».

## Основания награждения
Звание присваивается врачам, достигшим выдающихся результатов в медицине и здравоохранении.

## Присвоение почётного звания по годам

### Первые народные
- Первым это почётное звание получил Гаджиев Хайрутдин Эфендиевич в 1996 году.

### Самые, самые
- Самым молодым (и по возрасту, и по году рождения) Народным врачом Дагестана стал Османов, Исмаил Магомедтагирович (в возрасте 51 год)
- Самым старым (и по возрасту, и по году рождения) Народным врачом Дагестана стала Магомедова, Айшат Магомедовна (в возрасте 91 год)

### 1996
- Гаджиев, Хайрутдин Эфендиевич (1920—2016) — действительный член Национальной академии наук Дагестана, заслуженный деятель науки РД[1]
- Ибрагимов, Ибрагим Магомедович (1934—2019) — министр здравоохранения РД[2]
- Каримов, Ризван Алирзаевич (1924—2016) — Заслуженный врач РСФСР[3].
- Шамов, Ибрагим Ахмедханович (1930—2019) — советский и российский дагестанский учёный и врач, а также писатель. Лауреат Государственной премии СССР (1983) по науке.[4]

### 1998
- Джаватханов, Гамзат Джаватханович (1937—2010)
- Магомедов, Хасбула Магомедович (род. в 1939)
- Минкаилов, Курамагомед Омарович (1936—2013) — академик Академии медико-технических наук, Заслуженный деятель науки Республики Дагестан[5]
- Халилов, Ибрагимхалил Магомедович[6]
- Шамхалов, Шамхал Дибиралиевич (1924—2001)

### 1999
- Магомедов, Шайх Магомедович (род. в 1938)

### 2000
- Атаев, Салаутдин Джалалович (1928—2014)
- Хамидов, Ахмед Исаевич (1940—2002)
- Хасаев, Ахмед Шейхмагомедович (род. в 1932)

### 2001
- Муртузалиев, Магомед Гитинович (род. в 1939) — главврач Диагностического центра.

### 2003
- Хархаров, Магомед Абусупьянович (1927—2010)

### 2005
Джамалутдинов Загиди Ахмедович - работал в Кулинском и Каялинском ЦРБ, Заслуженный врач Республики Дагестан присвоено Указом Государственного Совета  РД от 18 августа 2005 г.

### 2006
- Магомедова, Айшат Магомедовна (1917—2013) —  министр социального обеспечения ДАССР (1954-1959), министр здравоохранения ДАССР (1959-1963), депутат Верховного Совета СССР 3-го созыва.

### 2007
- Омаров, Султан-Мурад Асланович (род. в 1927) — доктор медицинских наук, профессор, член-корреспондент РАМН, заслуженный врач ДАССР, заслуженный деятель науки РСФСР и ДАССР[7].
- Сиражудинов, Гамзат Гитинович — Заслуженный врач ДаССР.

### 2010
- Алибекова, Тамара Серажутдиновна (род. в 1936)
- Арбуханов, Магомед Абдуллаевич (род. в 1946)
- Асхабова, Луиза Магомедовна (род. в 1955)
- Исмаилов, Халимбек Батырханович (род. в 1940)
- Магомедов, Мирзамагомед Ханмагомедович (род. в 1939)
- Магомедшарипов, Алимирза Зиралович (род. в 1938)
- Омаров, Магомед Магомедович (род. в 1943)

### 2011
- Османов, Исмаил Магомедтагирович (род. в 1960)[8]

### 2012
- Даитбегов, Магомедхан Даитбегович (род. в 1946)
- Зайидов, Магомед Омарович (род. в 1931)

### 2013
- Махачев, Магомед Абидович (род. в 1958)

### 2015
- Гаджиев, Юсуп Магомедович
- Эсетов, Азедин Мурадович (род. в 1936)

### 2016
- Кострова, Валентина Павловна — главный педиатр Министерства здравоохранения РД
- Курбанов, Казанфар Магомедович (род. в 1944)
- Магомедов, Магомед Пахутаевич — начальник Медсанчасти МВД РФ по РД, заслуженный врач РФ.
- Магомедов, Муртазали Мусалаевич

### 2018
- Алиев, Абдул-Гамид Давудович (род. в 1948) — главный офтальмолог Минздрава РД и Минздрава РФ по СКФО, лауреат Госпремии РД, лауреат международной премии им.академика С.Н. Федорова[9].
- Исмаилов, Халимбег Батырханович — заведующий кожным стационаром ЦГБ г. Хасавюрте[10].

### 2024
- Кудаев, Магомед Тагирович (род. в 1948) —  д.м.н., профессор. «Заслуженный врач Республики Дагестан.
- Мамаев, Ильяс Ахмедович (род. в 1954) — д.м.н., профессор. Министр здравоохранения Республики Дагестан (1996-2014).